# Rio Pavuna
O Rio Pavuna é um rio que banha a cidade do Rio de Janeiro, no Brasil.  Possui
catorze quilômetros de comprimento e nasce no Pântano do Sítio do Retiro, na Serra de Bangu, na Zona Oeste do município do Rio de Janeiro. Após determinado ponto, próximo à divisa da capital com São João de Meriti, passa a ser considerado um outro rio, de nome Rio Meriti.
Pouco depois de sua nascente, já passa a receber esgoto in natura e despejos de resíduos industriais. Seu fluxo foi retificado em vários pontos e suas margens ou sofrem com grandes processos erosivos ou pelo alto índice de urbanização dos municípios do Grande Rio de Janeiro.

## Etimologia
Segundo o Dicionário Aurélio, "pavuna" é um termo que designa vales fundos e escarpados. O termo é originário do tupi pab'una, que significa "lugar de trevas". No entanto, o tupinólogo Eduardo de Almeida Navarro tem uma outra explicação para a origem do topônimo: seria derivado de upabuna, termo tupi que significa "lagoa escura" através da junção dos termos upaba (lagoa) e una (escura). Dá nome ao bairro da Pavuna.